# Konon (papież)
Konon (łac. Conon; zm. 21 września 687 w Rzymie) – 83. papież w okresie od 21 października 686 do 21 września 687.

## Życiorys
Był synem generała armii trackiej. Studiował na Sycylii, święcenia kapłańskie przyjął w Rzymie. W czasie wyboru na Stolicę Piotrową po śmierci papieża Jana V było dwóch kandydatów: archiprezbiter Piotr i późniejszy Teodor. Żołnierze, którzy oblegali kościół San Stefano Rotondo, nie pozwalając wejść do bazyliki św. Piotra, popierali Teodora. Zrezygnowani duchowni w końcu odstąpili od kandydatury Teodora i wybrali kandydata kompromisowego – Konona.
Gdy cesarz Justynian II obsadził w Konstantynopolu monoteletę Teodora I, papież otrzymał od niego list 17 lutego 687 roku z informacją, że wszyscy poparli ustalenia III soboru konstantynopolitańskiego. Cesarz powołał także Konstantyna na lukratywne stanowisko zarządcy patrimonium sycylijskiego, co doprowadziło do buntu dzierżawców papieskich, a także aresztowania i deportacji Konona, przez gubernatora Sycylii.
Papież zmarł po długiej chorobie, pochowano go w bazylice św. Piotra.